# Palaquium formosanum
Palaquium formosanum là một loài thực vật có hoa trong họ Hồng xiêm. Loài này được Hayata mô tả khoa học đầu tiên năm 1911.